# オリジナル・ギャングスターズ
オリジナル・ギャングスターズ(スウェーデン語: Original Gangsters、英語:Original Gangsters          )は、 北ヨーロッパのスカンディナヴィア半島に位置する立憲君主制国家であるスウェーデンの犯罪組織。本拠地をヴェストラ・イェータランド県イェーテボリに置き、全盛期には100人以上のメンバーが所属していた。現在はスウェーデン警察による取り締まりによって衰退し、壊滅状態にあるとされている。